# Kiedrzyn (powiat radomski)
Kiedrzyn – wieś w Polsce położona w województwie mazowieckim, w powiecie radomskim, w gminie Gózd.  Wieś ma status sołectwa. Znajduje się w pobliżu radomskiego lotniska (około 2 km).
W latach 1975–1998 miejscowość administracyjnie należała do województwa radomskiego.
Wierni Kościoła rzymskokatolickiego należą do parafii św. Andrzeja Boboli w Małęczynie.